# Тридцатиметровый телескоп

Сравнение основных зеркал некоторых телескопов

Тридцатиметровый телескоп (англ. Thirty Meter Telescope (TMT)) — планируемая к постройке астрономическая обсерватория с 30-метровым сегментным зеркалом. Зеркало будет состоять из 492 шестиугольных сегментов по 1,4 метра общей площадью 664 м2, что позволит собирать в 9 раз больше света, чем крупнейшие из существующих наземных телескопов. По сравнению с телескопом Хаббла, изображения, получаемые с нового телескопа, будут примерно в 10–12 раз чётче. Планируемый срок службы телескопа составляет более 50 лет. Постройку телескопа планировалось завершить в середине 2020-х годов, а в 2027 году начать научные наблюдения, но с 2016 года строительство на горе Мауна-Кеа остановлено из-за постоянных протестов коренных гавайцев.
Когда телескоп будет построен, он станет вторым в новом поколении Экстремально больших телескопов. По оценкам на 2022 год, стоимость телескопа 2,65 млрд долларов.
Телескоп будет находиться на высоте 4050 метров над уровнем моря, на вершине горы Мауна-Кеа, неподалёку от знаменитой обсерватории Кека.

## Ход строительства
22 октября 2008 года было объявлено, что Тридцатиметровый телескоп, строительство которого ведет Фонд Гордона и Бетти Мур совместно с Калифорнийским технологическим институтом, Калифорнийским университетом и канадской университетской астрономической ассоциацией ACURA, планируется установить либо в Чили на высокогорном плато Атакама, либо на Гавайских островах, на вершине Мауна-Кеа.
12 апреля 2013 года Гавайский совет по земельным и природным ресурсам одобрил строительство телескопа. До конца 2013 года будут производиться подготовительные работы, а о запуске непосредственного строительства телескопа было объявлено в июле 2014 года. Стоимость строительства телескопа составит 1 млрд долларов. 100 млн были израсходованы ещё до начала строительных работ на конструирование, проектную документацию и подготовку строительной площадки. Финансирование проекта будут осуществлять университеты США, Канады, Китая, Индии и Японии.
Официальное строительство началось 7 октября 2014 года.
6 апреля 2015 года к проекту официально присоединилась Канада, выделив на строительство 243,5 млн долларов.
26 мая 2015 года от губернатора штата Гавайи Дэвида Игея было получено официальное разрешение на строительство нулевого цикла.
7 декабря 2015 года сообщалось о протестах местного населения против стройки на священной горе Мауна-Кеа. Верховный суд Гавайев отозвал разрешение на строительство. Стоимость строительства оценивается в 1,5 млрд долларов.
29 сентября 2017 года Гавайское бюро природных и земельных ресурсов утвердило разрешение на строительство телескопа на горе Мауна-Кеа.
6 февраля 2020 года отлито 18 заготовок сегментов главного зеркала.
20 августа 2020 года прошёл предварительную проверку проект очистки главного и вторичных зеркал с помощью углекислоты.
3 декабря 2020 года отполирован один сегмент главного зеркала.
27 апреля 2021 года отполировано 11 сегментов главного зеркала.
19 января 2022 года заготовлено 574 сегмента главного зеркала, из которых 19 отполировано.